# APRS
APRS este un sistem de comunicație digitală în timp real creat și utilizat de către radioamatori. Datele transmise pot include coordonate GPS, datele telemetrice, meteorologice, mesaje text sau de altă natură. Aceste date sunt afișate pe o hartă care prezintă stațiile corespondente, obiectele de interes aflate în mișcare sau staționare, stații meteo. Comunicația radio se face de regulă pe o singură frecventă comună (în funcție de țară, regiune, continent) și sunt preluate și retransmise de relee radio dedicate (digipeatere). Pe lângă aceasta, datele APRS transmise prin radio între stațiile corespondente sunt introduse în sistemul APRS-IS conectat la internet prin intermediul unor receptoare radio (iGate) și distribuite global pentru accesul facil al tuturor utilizatorilor.

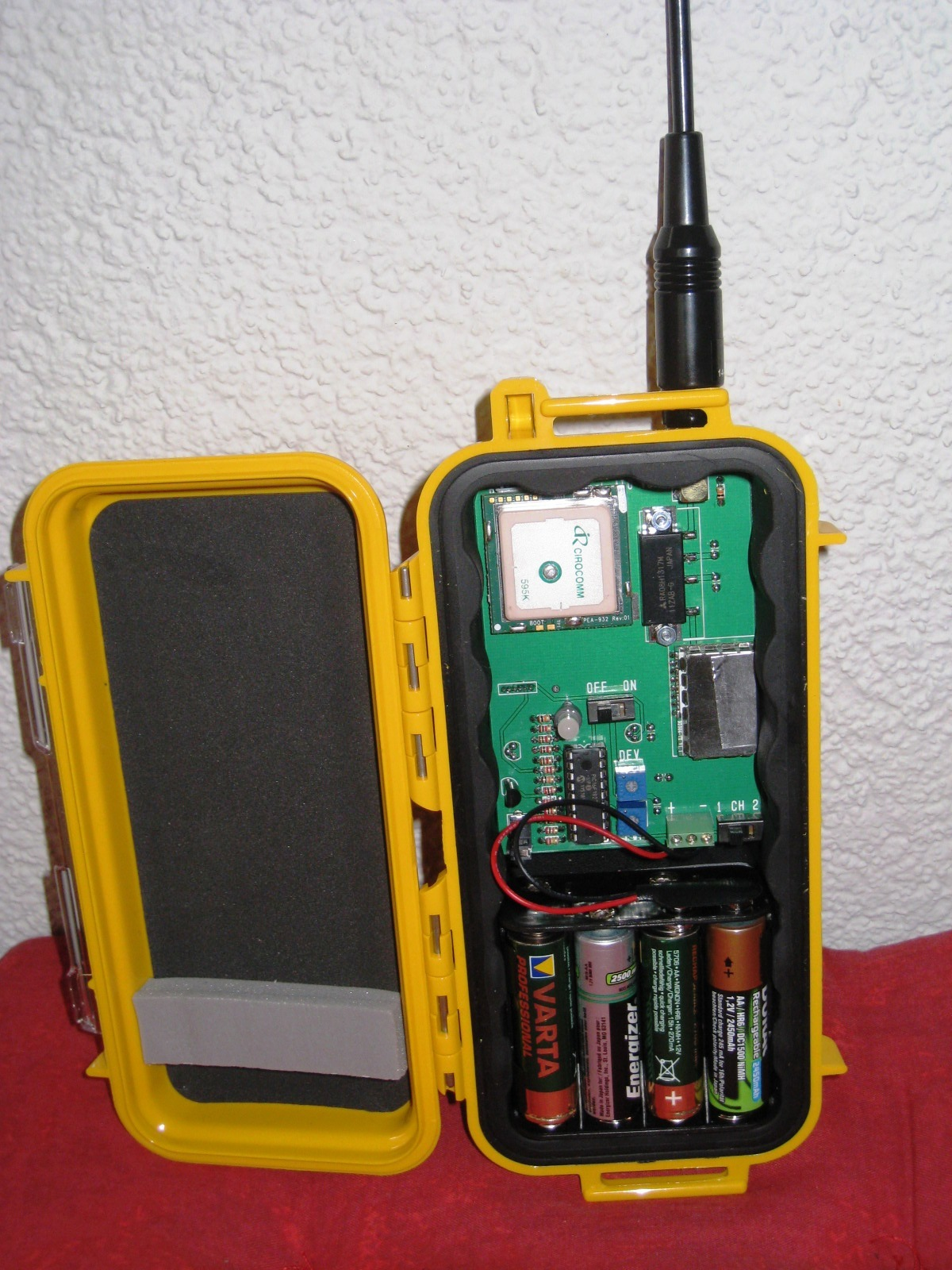
Baliza APRS cu receptor GPS incorporat

Sistemul APRS a fost dezvoltat încă din anii 1980 de către Bob Bruninga (indicativ WB4APR), inginer cercetător al Academiei Navale a Statelor Unite ale Americii, care încă menține și supraveghează website-ul APRS. Inițialele APRS provin din indicativul său.

## Istoric
Bob Bruninga (WB4APR) a început primele teste ale unei versiuni incipiente APRS pe un calculator Apple II în anul 1982, versiune folosită inițial pentru a localiza rapoartele de poziționare transmise de către marina americană prin intermediul undelor scurte. Prima utilizare APRS a avut loc în anul 1984 când Bruninga a dezvoltat o versiune avansată pe un sistem de calcul Commodore VIC-20 pentru a localiza poziția căilor pe timpul curselor de anduranță de 160 km.
În următorii doi ani, Bruninga continuă dezvoltarea sistemului denumit acum CETS (sistem trafic de urgență fără conexiune) . La începutul anilor '90, CETS cunoscut ca Sistem Automat de Raportare a Poziției, continuă să evolueze spre forma actuală.
Odată cu răspândirea tehnologiei GPS, termenul "poziție" a fost înlocuit cu "pachet" pentru o mai bună descrie a posibilelor capabilități ale sistemului, dincolo de simpla raportare a poziției.

## Topologia rețelei
APRS este un protocol de comunicație digitală pentru schimbul de informații în cadrul unui număr mare de stații componente, acoperind un teritoriu vast. Ca rețea de date multi-utilizator este diferită de clasică rețea radiopachet: în locul utilizării unor fluxuri de date permanente între stații conectate reciproc iar pachetele sunt confirmate și retransmise în cazul apariției erorilor, APRS funcționează într-o manieră "deconectată" folosind pachete AX-25 nenumerotate.
Pachetele APRS sunt transmise către toate stațiile din raza de acțiune, pentru a fi recepționate și prelucrate. Repetoarele-pachet denumite digipeatere formează magistrala de date a sistemului APRS, folosind tehnica stocării și retransmiterii pachetelor. Toate stațiile funcționează pe aceiași frecventa radio iar pachetele de date circulă în rețea din digipeater in digipeater propagându-se omnidirecțional în raport cu punctul de origine. Toate stațiile din raza digipeater-ului recepționează același pachet de date. La fiecare digipeater, calea pe care o va urma pachetul mai departe va fi modificată. Un pachet va fi repetat doar printr-un anumit număr de digipeatere - denumite "hop"-uri - în funcție de valoarea unui parametru foarte important, "PATH" ("cale").
Digipeaterele contorizează pachetele retransmise pentru o perioadă de timp , astfel prevenind apariția pachetelor duplicate. Acest mecanism previne traficarea aceluiași pachet în bucla pentru o perioadă infinită e timp. În final majoritatea lor vor fi recepționate de către "poarta APRS către Internet" (APRS Internet gateway) denumită generic iGate, iar pachetele vor fi direcționate prin internet către nucleul sistemului APRS (unde pachetele duplicate de către alte iGate-uri vor fi anulate), pentru a fi afișate și prelucrate de utilizatorii conectați la unul dintre serverele APRS-IS sau un site web dedicat acestor scopuri.
Deși datorită modului nepermanent și neindexat în care sunt transmise pachetele, comunicația poate părea în ansamblu neeficace prin pierderea pachetelor, acestea fiind transmise către toți utilizatorii și multiplicate prin fiecare digipeater, în realitate acestea sunt multiplicate mai mult decât sunt pierdute sau transmise cu erori, așa încât datele sunt recepționate de multe ori la distanțe mari față de stația de origine, zeci sau sute de kilometri, în funcție de înălțimea și raza de acțiune a digipeaterelor. Când un pachet este transmis, acesta urmează toate căile disponibile simultan, până este atins numărul de "hop"-uri (salturi) prevăzut de parametrul PATH.

## Poziții / obiecte
APRS conține câteva tipuri de pachete, inclusiv obiecte, poziții, altitudini, mesaje, date meteo și telemetrice. Pachetele de tip obiect/poziție conțin latitudinea și longitudinea obiectului precum și un simbol prestabilit pentru afișarea pe hartă, dar și informații opționale privind altitudine, curs, viteză, putere emisie, înălțimea antenei sau câștigul acesteia, dar și frecvențele de comunicație vocală în cazul unui repetor complex. Pozițiile stațiilor fixe sunt preconfigurate din software-ul APRS. Stațiile mobile obțin și transmit informațiile de la un receptor GPS conectat la echipamentul APRS. Harta afișată folosește aceste informații pentru a facilita comunicația între utilizatori atât pe timpul utilizării normale cât și în situații de urgență. Orice obiect poate folosi unul din cele câteva sute de simboluri, date meteorologice sau simboluri standard specifice stării meteo. Fiecare simbol de pe harta APRS poate afișa mai multe atribute diferențiate fie prin culoare fie prin alte metode. Aceste atribute ar putea fi:
- fix sau în mișcare
- "dezafectat" sau vechi
- capabil de mesagerie text sau nu
- stație sau obiect
- obiect propriu sau al altui utilizator
- urgentă, prioritate sau special

## Stare/mesaje
Pachetul "stare" are un format liber care permite fiecare stații să își declare misiunea/operațiunea/aplicația curentă, informații de contact sau orice alte informații necesare. Pachetul "mesaj" poate fi folosit pentru mesagerie punct la punct, comunicate, anunțuri sau chiar e-mail. Anunțurile și comunicatele sunt tratate într-un mod special pentru a fi percepute în aceiași manieră de către toți participanții și pentru ca aceștia să poată adăuga note, menținând anunțul actualizat permanent pentru utilizatori.
Toate mesajele APRS sunt livrate instantaneu către utilizatorii conectați, nu sunt stocate și retransmise ci se reîncearcă transmiterea pentru o perioadă limitată de timp. Un tip special de mesaj poate fi trimis către mecanismul E-mail WU2Z al sistemului APRS-IS și retransmis către o adresă de e-mail obișnuită.

## Informații tehnice
În cea mai comuna forma, APRS folosește protocolul AX.25 modulația Bell 202 AFSK și 1200 biți /secundă, pe frecvențe din bandă de 2m pentru radioamatori.
Frecvente uzuale APRS:
- 144,8 MHz - Europa, Rusia, Africa de Sud
- 145,175 MHz - Australia
- 144,66 MHz - Japonia
- 144,39 MHz - America de Nord, Columbia, Chile, Indonezia, Malaezia
- 145,825 MHz - Stația Spațială Internațională

Anumiți sateliți pe orbite joase dar și stația spațială internațională sunt capabili să retransmită date APRS.

## Sisteme similare
Protocolul APRS a fost adaptat și extins pentru proiecte diferite de scopul inițial. Relevante între acestea sunt FireNET și PropNET.

### FireNET
este un sistem bazat pe internet, utilizează protocolul APRS și mare parte din același software-ul client pentru a sprijini prevenirea și combaterea incendiilor, cutremurelor, informații meteo cu un volum mult mai mare de date decât poate transporta sistemul APRS clasic. http://info.aprs.net/index.php?title=FireNet Arhivat în 3 ianuarie 2018, la Wayback Machine.

### PropNET
folosește protocolul APRS prin AX.25 și PSK31 pentru studiul propagării comunicațiilor radio. Stațiile baliza PropNET transmit periodic pe diferite frecvente informații privind poziția, puterea de emisie, înălțimea, câștigul antenei, permițând stațiilor receptoare să detecteze schimbări în condițiile de propagare. Este bazat pe ACDS, un program client special pentru Microsoft Windows.  http://propnet.org

### winCE

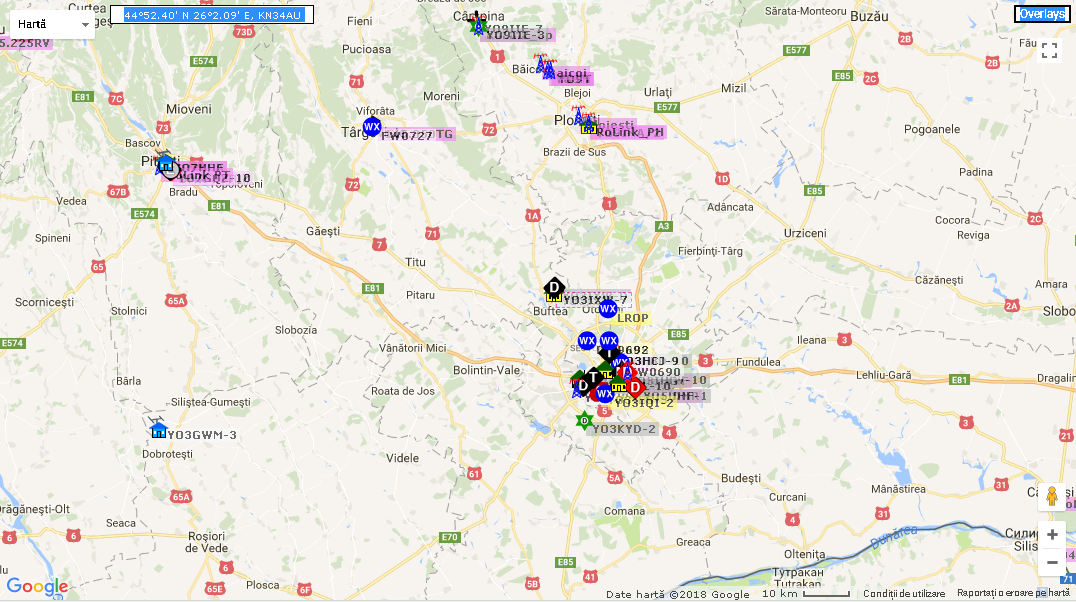
Obiecte APRS în România